# Tři zlaté klíče
Tři zlaté klíče jsou obrázková dětská kniha o Praze, poprvé vydaná v angličtině v roce 1994 jako Three Golden Keys. Autorem knihy je český ilustrátor a spisovatel Petr Sís, který také knihu sám ilustroval. V češtině byla kniha publikována v roce 1995 v nakladatelství Albatros.
V knize se propojují historické příběhy a pověsti s osobními vzpomínkami. Čtenáře provází tajuplnými ulicemi Starého Města a Malé Strany černá kočka. Publikace dětskému čtenáři představuje pověsti o Bruncvíkovi, o Golemovi či o mistru Hanušovi.

## Děj
Děj knihy se odehrává v Praze. V knize se prolínají historické legendy s osobními příběhy a vzpomínkami autora Petra Síse. Celá kniha je pojata jako vyprávění Petra Síse jeho dceři Madlence o jeho dětství a o městě kde vyrůstal. 
Hlavním hrdinou knihy je sám Petr Sís, kterého divoká bouře přinese v létajícím balónu až nad věže velikého města – Prahy. Balón postupně klesá až na zem a Petr se ocitá na liduprázdném náměstí, které už dobře poznává ze svých vzpomínek. Po dlouhém bloudění uličkami Petr dojde až ke svému domu. Vrata jsou ale zamčená na tři staré, rezavé zámky. Petr se rozhodne, že najde všechny tři klíče a vrata odemkne, ale neví, kde začít.
V tom se před ním objeví černá kočka, dost podobná té, co měl Petr jako malý. Černá kočka pak Petra provází různými uličkami Prahy, kde se mu vybavují všechny vzpomínky na dětství, a dovede ho až do staré knihovny. Tam Petr potkává fantastickou bytost – knihovníka, který mu podá starý pergamen ke kterému je připevněný jeden ze zlatých klíčů. Na pergamenu je legenda o Bruncvíkovi, kterou si celou můžeme v knize přečíst.
Po přečtení pergamenu Petr opět vychází z knihovny, kde už na něj opět čeká černá kočka, a jako na druhé místo jej dovede až do zahrady, kam Petr jako kluk podnikal dobrodružné výpravy. V zahradě se najednou objeví císař a podá Petrovi další listinu se starým zlatým klíčem. Tentokrát s pověstí o Golemovi. Petr si přečte pověst a už má dva ze tří klíčů. Vydá se tedy na poslední místo.
Kočka jej vede přes Karlův most, kde se opět Petrovi vybavuje mnoho vzpomínek z dětství. Dorazí až na Staroměstské náměstí se starou radnicí a orlojem. Dveře do věže jsou pootevřené, a tak kočka vběhne dovnitř a Petr ji následuje. Ocitnou se pod vysokou klenbou, kde ze zdí začnou vystupovat tajemné postavy: roboti složení z mechanických součástek. Jeden z nich podá Petrovi poslední pergamen, na kterém se třpytil i třetí zlatý klíč. Na pergamenu je příběh o pražském hodináři, zámečníkovi a orlojníkovi Mistru Hanušovi.
Jakmile Petr získá i třetí klíč, vrací se i s černou kočkou ke svému domu. Tři zlaté klíče hladce vklouznou do tří zámků a vrata se otevřou. Kočka se protáhne dovnitř a za ní vejde i Petr. Jakmile Petr otevře dveře, uslyší hlas své ženy která ho a jejich dceru Madlenku volá k večeři. Město ožilo.

## Hlavní postavy
Petr – hlavní postava knihy. Petr se ocitá ve městě, kde jako malý vyrůstal a s pomocí černé kočky hledá tři zlaté klíče. Během jejich společné výpravy se mu vybavují všechny vzpomínky z dětství.
Černá kočka  – provází Petra uličkami Prahy a pomáhá mu najít všechny tři zlaté klíče.
Madlenka  – dcera Petra Síse. Celá kniha je psána jako vyprávění právě pro ni.

## Přijetí díla a jeho interpretace
První vydání knihy Tři zlaté klíče připravila Jacqueline Kennedy Onassis v roce 1994 v New Yorku v nakladatelství Doubleday. V roce 1995 pak vyšel i český překlad této knihy v nakladatelství Albatros. Tři zlaté klíče byly podle autora „jeden čas nejoblíbenější knihou majitelů koček ve Francii“, kde získaly několik cen. Třikrát byly využity jako filmový námět.
Výrazným prvkem knihy je kartografie a vytváření mentální mapy města putováním po jeho ulicích a zákoutích. Kniha má svým tématem a pojetím blízko Sísově jiné dětské knize, Madlence (2000) – v té ale nejde o procházky po celém městě, pouze kolem bloku, a namísto prolínání současnosti s minulostí se v ní současnost prolíná s budoucností. Sám autor uvádí, že Tři zlaté klíče jsou „tajným dopisem“ jeho dceři Madeleine, která vyrůstala v USA.